# Dylan Hoogerwerf
Dylan Hoogerwerf (Delft, 9 augustus 1995) is een voormalig Nederlands shorttracker. Hij werd drievoudig Europees kampioen met de 5000 meter aflossingsploeg. Individueel won hij een zilveren medaille op het EK in 2017 en werd drie keer Nederlands kampioen. Hoogerwerf stopte in oktober 2022, toen hij er niet in slaagde in de nationale wereldbekerselectie door te dringen en opende een tattooshop in Heerenveen.

## Biografie
Hoogerwerf begon op 9-jarige leeftijd met schaatsen. Zijn zus zat op kunstrijden en hij verveelde zich langs de baan. Daarom werd hij op schaatsles gezet en ging hij langebaanschaatsen. Zijn moeder komt uit Suriname. Hij deed een opleiding grafisch ontwerpen aan het Friesland college in Heerenveen. Hoogerwerf brak door in het seizoen 2016-2017, toen hij de Nederlandse Kampioenschappen won en bij zijn eerste Europese Kampioenschappen een gouden en zilvern medaille won.

## Persoonlijke records
| Afstand    | Tijd     | Datum           | Locatie                  | Locatie        | Locatie          | Overig |
| Afstand    | Tijd     | Datum           | Baan                     | Plaats         | Land             | Overig |
| ---------- | -------- | --------------- | ------------------------ | -------------- | ---------------- | ------ |
| 500 meter  | 40,162   | 2 november 2019 | Utah Olympic Oval        | Salt Lake City | Verenigde Staten |        |
| 1000 meter | 1.24,733 | 7 maart 2021    | Sportboulevard Dordrecht | Dordrecht      | Nederland        |        |
| 1500 meter | 2.15,024 | 9 februari 2019 | Tazzoli Ice Rink         | Turijn         | Italië           |        |
| 3000 meter | 4.41,612 | 8 januari 2017  | Jaap Edenbaan            | Amsterdam      | Nederland        |        |

## Resultaten

### Olympische Winterspelen & Wereld-, Europese en Nederlandse kampioenschappen
| Jaar | Evenement                    | Locatie                 | 500 meter        | 1000 meter       | 1500 meter       | 3000 meter (superfinale) | Klassement       | 5000 meter aflossing |
| ---- | ---------------------------- | ----------------------- | ---------------- | ---------------- | ---------------- | ------------------------ | ---------------- | -------------------- |
| 2014 | Olympische Winterspelen      | Sotsji, Rusland         | Niet deelgenomen | Niet deelgenomen | Niet deelgenomen | Niet deelgenomen         | Niet deelgenomen | Niet deelgenomen     |
| 2014 | Wereldkampioenschappen       | Montreal, Canada        | Niet deelgenomen | Niet deelgenomen | Niet deelgenomen | Niet deelgenomen         | Niet deelgenomen | Niet deelgenomen     |
| 2014 | Europese kampioenschappen    | Dresden, Duitsland      | Niet deelgenomen | Niet deelgenomen | Niet deelgenomen | Niet deelgenomen         | Niet deelgenomen | Niet deelgenomen     |
| 2014 | Nederlandse kampioenschappen | Amsterdam, Nederland    | 6e               | 11e              | 11e              |                          | 10e              | –                    |
| 2015 | Wereldkampioenschappen       | Moskou, Rusland         | Niet deelgenomen | Niet deelgenomen | Niet deelgenomen | Niet deelgenomen         | Niet deelgenomen | Niet deelgenomen     |
| 2015 | Europese kampioenschappen    | Dordrecht, Nederland    | Niet deelgenomen | Niet deelgenomen | Niet deelgenomen | Niet deelgenomen         | Niet deelgenomen | Niet deelgenomen     |
| 2015 | Nederlandse kampioenschappen | Amsterdam, Nederland    | 6e               | 6e               | 5e               | 8e                       | 8e               | –                    |
| 2016 | Wereldkampioenschappen       | Seoel, Zuid-Korea       | Niet deelgenomen | Niet deelgenomen | Niet deelgenomen | Niet deelgenomen         | Niet deelgenomen | Niet deelgenomen     |
| 2016 | Europese kampioenschappen    | Sotsji, Rusland         | Niet deelgenomen | Niet deelgenomen | Niet deelgenomen | Niet deelgenomen         | Niet deelgenomen | Niet deelgenomen     |
| 2016 | Nederlandse kampioenschappen | Amsterdam, Nederland    | Brons            | 5e               | PEN              | 4e                       | 7e               | –                    |
| 2017 | Wereldkampioenschappen       | Rotterdam, Nederland    | 17e              | 9e               | 21e              |                          | 18e              |                      |
| 2017 | Europese kampioenschappen    | Turijn, Italië          | Zilver           | PEN              | 8e               | PEN                      | 5e               | Goud                 |
| 2017 | Nederlandse kampioenschappen | Amsterdam, Nederland    | Zilver           | Goud             | 5e               | Goud                     | Goud             | –                    |
| 2018 | Olympische Winterspelen      | Pyeongchang, Zuid-Korea | 11e              | –                | –                | –                        | –                | PEN                  |
| 2018 | Wereldkampioenschappen       | Montreal, Canada        | Niet deelgenomen | Niet deelgenomen | Niet deelgenomen | Niet deelgenomen         | Niet deelgenomen | Niet deelgenomen     |
| 2018 | Europese kampioenschappen    | Dresden, Duitsland      | –                | –                | –                | –                        | –                | Goud                 |
| 2018 | Nederlandse kampioenschappen | Heerenveen, Nederland   | PEN              | 6e               | Brons            | 4e                       | 7e               | –                    |
| 2019 | Wereldkampioenschappen       | Sofia, Bulgarije        | PEN              | 12e              | 29e              | –                        | 32e              | 5e                   |
| 2019 | Europese kampioenschappen    | Dordrecht, Nederland    | 17e              | PEN              | 18e              | –                        | 26e              | –                    |
| 2019 | Nederlandse kampioenschappen | Heerenveen, Nederland   | 5e               | 4e               | Brons            | 6e                       | 6e               | –                    |
| 2020 | Europese kampioenschappen    | Debrecen, Hongarije     | –                | –                | –                | –                        | –                | Zilver               |
| 2020 | Nederlandse kampioenschappen | Heerenveen, Nederland   | Goud             | 6e               | 5e               | Brons                    | Brons            | –                    |
| 2021 | Wereldkampioenschappen       | Dordrecht, Nederland    | 4e               | 18e              | 21e PEN          | 4e                       | 8e               | –                    |
| 2021 | Europese kampioenschappen    | Gdańsk, Polen           | 7e               | 14e              | 19e DNF          | –                        | 13e              | Goud                 |
| 2021 | Nederlandse kampioenschappen | Heerenveen, Nederland   | Goud             | 6e               | Zilver           | –                        | Goud             | –                    |
| 2022 | Olympische Winterspelen      | Pyeongchang, Zuid-Korea | DNF              | –                | –                | –                        | –                | 7e                   |
| 2022 | Wereldkampioenschappen       | Montreal, Canada        | Niet deelgenomen | Niet deelgenomen | Niet deelgenomen | Niet deelgenomen         | Niet deelgenomen | Niet deelgenomen     |
| 2022 | Nederlandse kampioenschappen | Heerenveen, Nederland   | Goud             | Zilver           | Brons            | –                        | Goud             | –                    |

### Wereldkampioenschappen shorttrack junioren
| Jaar | Evenement                       | Locatie          | 500 meter | 1000 meter | 1500 meter | 1500 meter (superfinale) | Klassement | 3000 meter aflossing |
| ---- | ------------------------------- | ---------------- | --------- | ---------- | ---------- | ------------------------ | ---------- | -------------------- |
| 2013 | Wereldkampioenschappen junioren | Warschau, Polen  |           |            |            |                          |            | 8e                   |
| 2014 | Wereldkampioenschappen junioren | Erzurum, Turkije | 12e       | 19e        | 28e        |                          | 21e        | 9e                   |
| 2015 | Wereldkampioenschappen junioren | Osaka, Japan     | 18e       | 19e        | 16e        |                          | 18e        | 6e                   |

### Wereldbekermedailles
5000 meter aflossing
 Minsk, Wit-Rusland: 2016/2017
 Calgary, Canada: 2016/2017
 Shanghai, China: 2016/2017
 Dresden, Duitsland: 2016/2017
 Eindklassement 5000 meter aflossing: 2016/2017
 Dordrecht, Nederland: 2017/2018
 Seoel, Zuid-Korea: 2017/2018
 Dresden, Duitsland: 2019/2020
2000 meter gemengde aflossing
 Shanghai, China: 2019/2020
 Dordrecht, Nederland: 2021/2022
 Eindklassement 2000 meter gemengde aflossing: 2021/2022